# Алессандро Дзан
Алессандро Дзан (італ. Alessandro Zan; нар. 4 жовтня 1973, Падуя) ― італійський політик та ЛГБТ-активіст, поборник цивільних союзів для всіх й один з авторів законопроєкту проти дискримінації ЛГБТКАІ+спільноти, жінок та людей з інвалідністю, відомого як «законопроєкт Дзана» (італ. disegno di legge Zan, Ddl Zan).

## Життєпис
Народився у Падуї, столиці Падуанської провінції у регіоні Венето (або Венеція), з яким надалі буде пов'язана його суспільно-політична діяльність. Попри те, що про його особисте життя відомо порівняно мало, Дзан згадує в різних інтерв'ю свою родину: сестру, брата, матір і батька. Останній, приватний підприємець, спершу не прийняв гомосексуальність сина, але потім став його союзником.
Навчаючись у Падуанському університеті, брав участь у громадських акціях і, за його власними словами, змінив свої погляди на звичне для нього мачистське й патріархальне італійське суспільство після студентського обміну «Еразмус», під час якого перебував у Великій Британії. По закінченні університетських студій долучився до ЛГБТ-руху у падуанському представництві асоціації «Арчіґай» (італ. Arcigay) ― найбільшої неприбуткової ЛГБТ-організації Італії. Згодом став головою венеціанського осередку «Арчіґаю».
Відкрито кажучи про свою гомосексуальність, з 2001 року стає членом партії Лівих демократів. Організовує національне Свято Гідності у Падуї та, взоруючись на французьку «громадянську угоду співдружності» (фр. Pacte civil de solidarité, PACS), всіляко поширює ідею запровадження такої форми цивільних партнерств до італійського законодавства.
Дворічна діяльність Дзана та його прибічників при міській владі дозволила Падуї стати першим містом Італії, в якому 2006 року, незалежно від паспортної статі партнерок чи партнерів, почали реєструвати громадянські подружжя. Процедура, не пов'язана з оформленням шлюбу, стала можливою завдяки існуванню закону 1954 року (чинний з 1989 року) «Про організацію обліку сталого населення» (італ. Ordinamento anagrafico della popolazione residente), в якому стверджувалося, що, між іншим, сім'єю можуть вважатися кілька осіб, злучених «емоційним зв'язком» (італ. vincoli affettivi).
2007 року підтримує ініціативу директорки в'язниці у місті Беллуно, де почали безоплатно забезпечувати замісною гормональною терапією ув'язнених трансосіб.
У 2008 році заснував Падуанське селище Гідності (англ. Padova Pridge Village) ― щорічний літній веселковий фестиваль, який з 2009 року майже завжди відбувається у Падуанському ярмарку (італ. Fiera di Padova) ― сучасному експоцентрі, що виник завдяки одній із найстаріших міжнародних виставок Італії.
На Європейських виборах 2009 року, на яких Італія обирала своє представництво у Європарламенті, висувався у кандидати від падуанського осередку партії «Лівиця Екологія Свобода» (італ. Sinistra Ecologia Libertà, SEL), але євродепутатом не став. Того ж року мер Падуї Флавіо Дзанонато (Flavio Zanonato) обрав його радником з довкілля, праці й міжнародного співробітництва.
У січні 2013 його обирають до Палати депутатів Італії, де вже наступного року він, перебуваючи у складі Лівиці Екології Свободи, пропонував законопроєкт про цивільні союзи для всіх ― це була не перша невдала спроба створити законодавче підґрунтя для таких партнерств. На початку літа 2014 року політична сила, до якої належить Дзан, розпадається, тож з 24 червня він долучається до Мішаної групи (італ. Gruppo misto), а від 17 листопада належить до Демократичної партії (італ. Partito Democratico, PD).
20 березня 2018 року переобирається до Палати депутатів за списками Демократичної партії.

## «Законопроєкт Дзана»

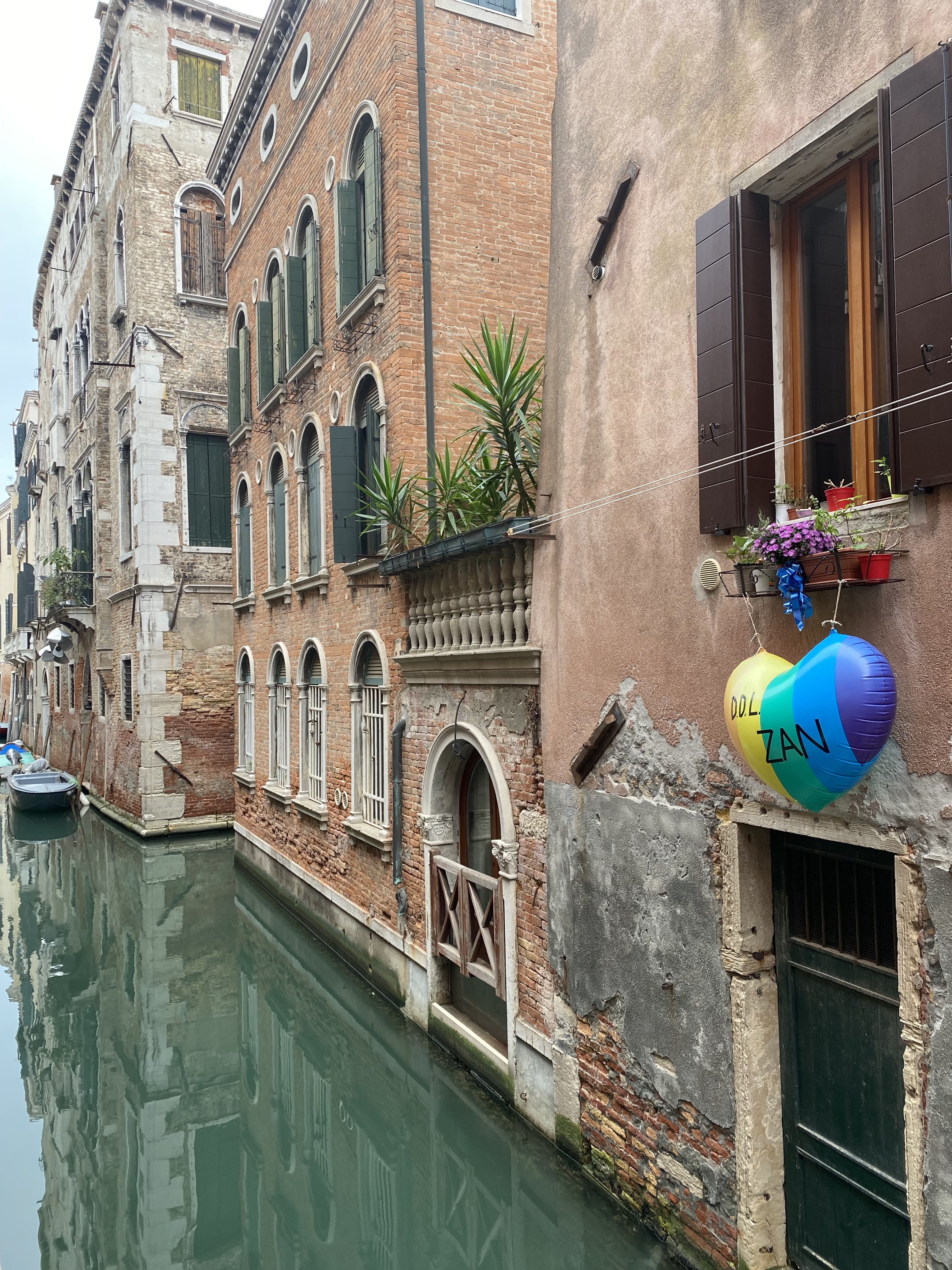
Веселкова кулька на підтримку законопроєкту Дзана на будинку у Венеції

4 листопада 2020 року Палата депутатів Італії ― нижня палата парламенту ― ухвалила законопроєкт, згодом названий прізвищем Дзана, який передбачає низку змін до чинного кримінального кодексу й оголошення 17 травня Національним днем проти гомофобії, лесбофобії, біфобії і трансфобії (італ. Giornata nazionale contro l’omofobia, la lesbofobia, la bifobia e la transfobia).
Запропоновані законодавчі зміни стосуються статей щодо покарання за дискримінацію й насильство, які у чинній редакції пов'язані з ознаками раси, віри, статі, походження, мови, а також політичними поглядами й особистим і суспільним станом.
Законопроєкт Дзана передбачає запровадження визначень соціальної статі, статевого потягу й суспільно-статевого самовизначення, зокрема, покарання за іншування й цькування за цими ознаками ― до чотирьох років в'язниці. Такі зміни також уможливлюють збір статистичних відомостей за такими злочинами.
Як реакція на такі пропозиції, 6 травня 2021 року у Палаті депутатів було представлено правоцентристський законопроєкт Рондзуллі-Сальвіні (Ronzulli-Salvini), який взагалі лишає поза увагою транслюдей та не пропонує суттєвих змін до кримінального кодексу, лише збільшуючи наявні покарання за умови, якщо з'ясується, що жертва постраждала через своє етнічне походження, релігійні переконання, національність, стать, сексуальну орієнтацію чи інвалідність.
Водночас законопроєкт Дзана здобуває суттєву підтримку у суспільстві та соцмережах: восени 2021 року на особисту сторінку політика й активіста в Інстаграмі підписано понад 120 тисяч інших користувацьких сторінок. Сподівання Дзана на соцмережі, а не на телебачення є свідомим вибором.
На 7 вересня 2021 року було заплановано презентацію книги Дзана ― «Поза страхом. Наша боротьба проти ненависті», покликаної обґрунтувати важливість законодавчих змін, однак видання вийшло із запізненням через скандал із друкарнею Grafica Veneta, в якій було оприявнено факт експлуатації 35 працівників з Пакистану.
Цю ситуацію для газети La Repubblica коментував сам Дзан:
|  | Друк книги планувався у Grafica Veneta ― компанії з Падуї, мого рідного міста, яка останніми тижнями опинилася в центрі уваги через справу про незаконне визискування, насильство й погрози щодо працівників достоту закріпачених. Для мене є абсолютно неприйнятним, що книга про права людини видруковується за таких умов, особливо, до з'ясування всіх обставин справи. Так само неприпустимим я вважаю те, що підприємство не погодилося на перемовини із профспілками щодо офіційного працевлаштування визискуваних раніше працівників. Я, як депутат відповідного округу, вимагаю негайно відновити ті перемовини, адже і обстоювання соціальних, і обстоювання громадянських прав є частинами єдиної боротьби. Оригінальний текст (італ.) [] Помилка: {{Lang}}: немає тексту (допомога)La stampa del libro era infatti prevista presso Grafica Veneta, azienda padovana come me, al centro in queste settimane di un'inchiesta su caporalato, violenze e minacce contro lavoratori letteralmente ridotti in schiavitù. Era dunque per me del tutto inaccettabile che un libro che parla di diritti fosse stampato in quel contesto prima che tutte le responsabilità della vicenda siano pienamente accertate. Così come ritengo inaccettabile che l'azienda abbia abbandonato il tavolo di contrattazione con i sindacati per l'assunzione dei lavoratori finora sfruttati, che, come deputato del territorio, chiedo sia immediatamente ripreso. Quella per i diritti sociali e i diritti civili deve essere un'unica battaglia. |

27 жовтня 2021 року Сенат Італії ― верхня палата парламенту ― відхилив законопроєкт Дзана, що означає неможливість його повторного подання впродовж найближчих шести місяців. Наступного дня у Римі й Мілані відбулися масові акції проти цього рішення Сенату.

## Праці
Alessandro Zan, Senza paura. La nostra battaglia contro l'odio (італ. Поза страхом. Наша боротьба проти ненависті), Piemme, 2021 ISBN 9788856682984